# Iwan Aloszyn
Iwan Iwanowicz Aloszyn (ros. Ива́н Ива́нович Алёшин, ur. 27 lipca 1901 we wsi Iwanowka w guberni saratowskiej, zm. 27 lutego 1944 we wsi Ruska Huta w obwodzie tarnopolskim) – radziecki polityk, sekretarz KC Komunistycznej Partii (bolszewików) Mołdawii ds. przemysłu (1941–1943), organizator radzieckiego ruchu partyzanckiego.
Od 1920 w RKP(b), 1922 skończył szkołę wojskowo-polityczną, 1922–1933 w Armii Czerwonej, 1933–1937 szef wydziału politycznego stanicy maszynowo-traktorowej w Mołdawskiej ASRR, 1937–1938 sekretarz rejonowego komitetu KP(b)U, do 1938 słuchacz Wyższej Szkoły Partyjnych Organizatorów przy KC WKP(b). Od grudnia 1938 do września 1940 w Mołdawskim Komitecie Obwodowym KP(b)U, od września 1940 do kwietnia 1941 w KC KP(b)M, od 23 kwietnia 1941 do 1943 sekretarz KC KP(b)M ds. przemysłu, od grudnia 1942 do maja 1943 szef mołdawskiego wydziału Ukraińskiego Sztabu Ruchu Partyzanckiego. Od maja 1943 pełnomocnik KC KP(b)M ds. kierowania podziemnymi organizacjami i ruchem partyzanckim, od czerwca do września 1943 komisarz 1 Mołdawskiego Zgrupowania Partyzanckiego, następnie komisarz 2 Mołdawskiego Zgrupowania Partyzanckiego. Zginął w walce z Niemcami. Był odznaczony Orderem Lenina.